# Templo de San Mateo Tlaltenango
El Templo de San Mateo Tlaltenango es una iglesia católica mexicana ubicada en la alcaldía Cuajimalpa de la Ciudad de México. Está considerado como monumento histórico por el Instituto Nacional de Antropología e Historia.

## Historia
La iglesia fue construida en el poblado de San Mateo Tlaltenango en 1573 por la Orden Franciscana bajo la advocación de San Juan Bautista. En el siglo XVIII la efigie de Juan Bautista fue retirada del templo y llevada al Convento de Tenancingo, ubicado en el Desierto de los Leones. Después de este traslado, los pobladores de Tlaltenango decidieron consagrar el templo a San Mateo, apóstol y evangelista. Durante la Revolución mexicana fueron sustraídas las campanas de la iglesia. Tras el terremoto de México de 1957 se derrumbó la cruz del atrio, la cual fue restaurada en 1962.

## Estructura
El atrio de la iglesia cuenta con tres entradas, la principal está marcada por un arco de medio punto coronado con una cruz. La fachada de la iglesia está hecha de cantera en estilo neoclásico. La entrada está marcada por un arco de medio punto con relieves en las enjutas  y flanqueado por pilastras estriadas de orden dórico. En el centro de la fachada se ubica una ventana coral. Como remate de la fachada se ubica un frontón triangular en cuyo interior está representado el Ojo de la providencia. La iglesia se caracteriza por tener dos torres de altura desigual. La torre izquierda cuenta con dos cuerpos mientras que la derecha solo posee uno. Ambas contienen su respectivo campanario y están rematadas con capiteles.
En el interior se encuentran múltiples lienzos hechos en el siglo XVIII representando a San Antonio, San Lucas, San Marcos y a la Santísima Trinidad. Otros lienzos de la misma época representan a la Virgen María en diversas advocaciones como la Divina Pastora de las Almas, la Virgen del Carmen y la Virgen de Guadalupe.